# David Taylor
David Taylor este un fost jucător de fotbal galez.

## Premii obținute
- Gheata de aur (19)